# Thrillist
Thrillist é um website de mídia online que cobre comida, bebidas, viagens e entretenimento. A empresa foi fundada em 2004, com base em Nova Iorque. Em outubro de 2016, Thrillist se fundiu com os websites The Dodo, NowThis News e Seeker para formar a holding de mídia digital Group Nine Media, que foi adquirido pela Vox Media em 2022.

## História
Thrillist foi fundada em 2004 por Ben Lerer, filho do executivo de mídia Kenneth Lerer, e Adam Rich, seu amigo da faculdade. Ambos haviam se graduado na Universidade da Pensilvânia em 2003 e se mudaram para Nova Iorque. Inicialmente, Rich atuou como presidente e Ben Robinson como Diretor de Criação. O primeiro boletim informativo do site foi enviado em 2005 para 600 amigos de Lerer e Rich.

## Sindicalização
Em 2017, após a demissão de 25 pessoas, os empregados do editorial, vídeo e distribuição anunciaram que tinham planos de criar um sindicato e se juntar ao Writers Guild of America, East. Em resposta, Lerer recusou-se a reconhecer o sindicato e passou a realizar reuniões de audiência cativa para desencorajar os trabalhadores, apesar de 85% do editorial já ter assinado seus cartões sindicais.
Em setembro de 2018, mais de um ano após o início dos conflitos, o Sindicato Thrillist conseguiu chegar em um acordo coletivo de barganha. Nele, havia a previsão de um aumento salarial de 8,5% para todos os empregados após um ano de contrato e um piso salarial de US$ 50 mil ao ano.

## Contratos e aquisições
Em maio de 2010, a Thrillist adquiriu a varejista online de moda masculina JackThreads.
Em março de 2011, a Thrillist contratou Eric Ashman, ex-diretor financeiro do The Huffington Post, para exercer o mesmo cargo na empresa. Em 2012, a Comissão de Valores Imobiliários acusou Ashman de fraude enquanto trabalhava como diretor financeiro do TheStreet, e foi  "barrado de atuar como diretor ou gerente de qualquer empresa pública por três anos".
Em fevereiro de 2012, Lerer anunciou a fundação da Thrillist Media Group (TMG), que faria a gestão dos websites Thrillist, Thrillist Rewards e JackThreads. Em agosto de 2012, o grupo arrecadou US$ 13 milhões em arrecadações das empresas OAK, Pilot Group e Lerer Ventures.
Em março de 2013, a TMG discontinuou o Thrillist Awards por sua pequena taxa de crescimento e lançou o The Crosby Press, um website que faz propaganda para os protudos da JackThreads ao prover conteúdo para o público masculino entre o fim da adolescência e o começo da vida adulta. O The Crosby Press foi descontinuado em maio de 2015. Em outubro de 2013, a TMG lançou o Website Supercompressor, que disponibiliza aplicativos para a audiência jovem masculina. O website foi descontinuado em setembro de 2015.
Em setembro de 2015, a TMG anunciou que arrecadou o total de US$ 54 milhões da editora europeia Axel Springer, Oak Investment Partners e SBNY. Como parte da transação, a Thrillist separou suas áreas de atuação. O grupo Thrillist Media gerenciava o site, enquanto uma empresa de e-commerce gerenciava o JackThreads.
Em outubro de 2016, a TMG se fundiu com os websites The Dodo, NowThis News e Seeker para formar a holding de mídia digital Group Nine Media. Ela recebeu um investimento de US$ 100 milhões da Discovery Inc.
Em fevereiro de 2017, a JackThreads demitiu a maior parte de seus funcionários como preparação para "cessar a operação como uma empresa independente". Como consequência, diversos clientes tiveram problemas com devoluções, itens cancelados ou que nunca foram enviados.
Em julho de 2017, a Thrillist contratou Ocean MacAdams, veterano da indústria de entretenimento que foi executivo da MTV e da GoPro, para gerir sua marca digital.
Em 2019, a Thrillist contratou Meghan Kirsch, antiga vice presidente sênior de marketing e projetos criativos da Vice Media, como diretora de conteúdo. No mesmo ano, a marca digital anunciou Helen Hollyman, criadora e editora da Vice's Munchies, como editora-chefe.